# Ma

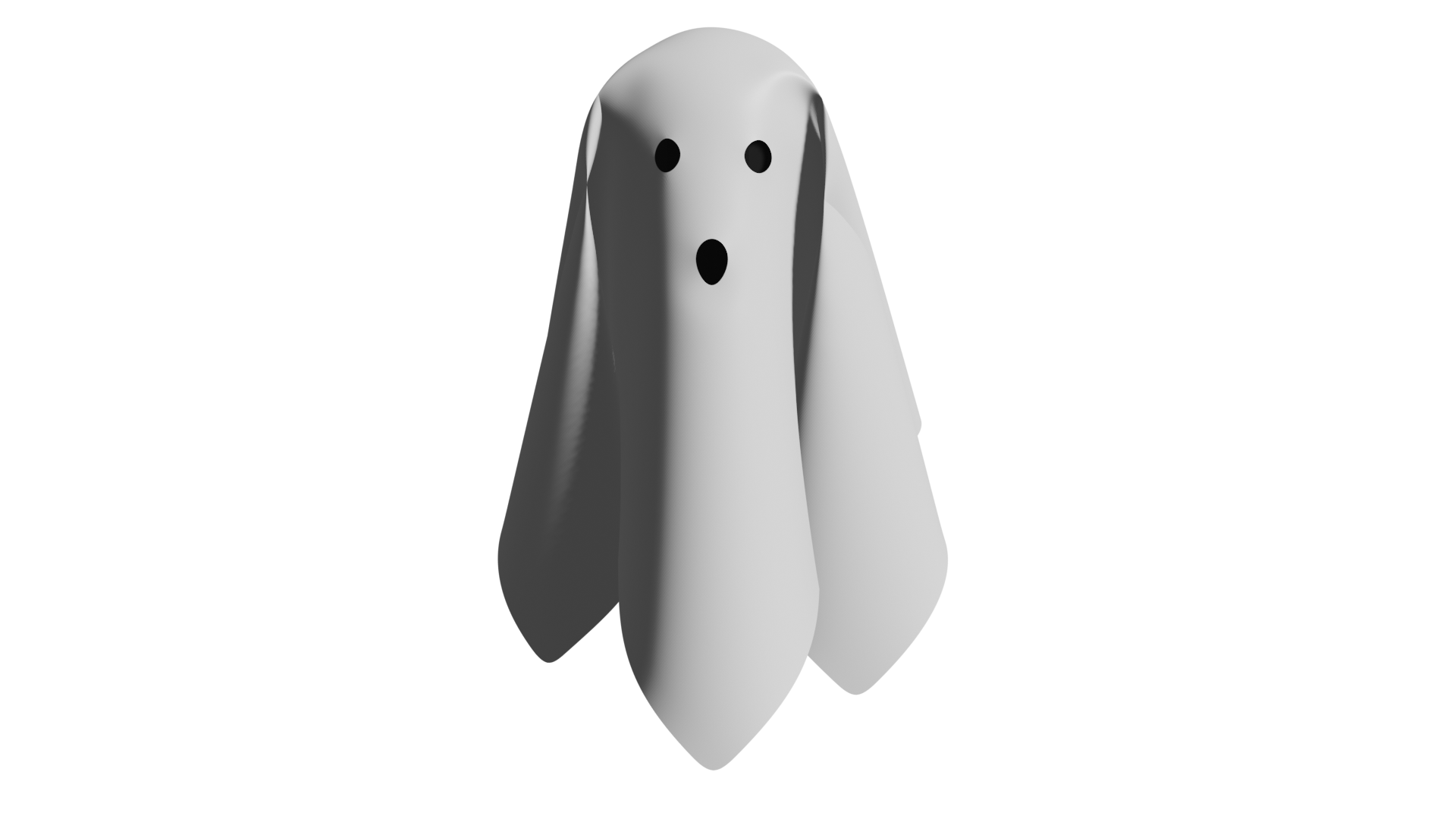
Hình tượng trưng một con ma

Ma còn được gọi là hồn ma, là một khái niệm theo quan niệm dân gian để chỉ hồn của người chết (hoặc các sinh vật đã chết khác như động vật) xuất hiện ở thế giới của người đang sống.
Chưa có bằng chứng khoa học nào cho thấy hồn ma tồn tại. Sự tồn tại của hồn ma được coi là không thể phủ chứng được, không thể kiểm chứng bằng các phương pháp khoa học. Do đó các nghiên cứu về hồn ma, hay săn ma bị liệt vào phạm trù ngụy khoa học.
Những phác hoạ về hình thái tồn tại của ma rất đa dạng và có thể khác nhau tùy theo từng khu vực, từng nền văn hóa; từ những trường hợp mô tả ma vô hình, bóng mờ cho đến những mô tả ma có thể xác như một người sống. Theo một nghiên cứu năm 2009 bởi Pew Research Center, 18% người Mỹ nói rằng họ đã nhìn thấy một hồn ma.
Những quan niệm lâu đời về sự sống sau cái chết là một trong những điều khiến nhiều người tin rằng ma có thật. Một số chất độc và các loại thực vật có chứa hoạt chất hướng thần (thí dụ như cà độc dược hay thiên tiên tử) được cho là gắn với âm ty, địa ngục, có chứa chất kháng cholinergic, một hợp chất có liên quan đến chứng sa sút trí tuệ cũng như thoái hóa thần kinh. Các nghiên cứu gần đây chỉ ra rằng hiện tượng nhìn thấy ma có thể có liên hệ đến các bệnh thoái hóa não như Alzheimer. Một số thuốc kê đơn đặc trị thông dụng hoặc thuốc không kê đơn (như các dược phẩm hỗ trợ giấy ngủ) có thể có tác dụng phụ gây ra ảo giác về ma (thí dụ như zolpidem and diphenhydramine). Một số nghiên cứu trước đây cũng đã chỉ ra mối liên hệ giữa nhiễm độc carbon monoxide và ảo giác về ma.

## Tên gọi

### Trong tiếng Việt
Hồn ma là một từ để chỉ sự hiện hình của người chết và cũng cần phải phân biệt giữa hồn ma, quỷ và ác quỷ. Quỷ là oan hồn vất vưởng lâu năm, chất chứa nhiều cảm xúc tiêu cực (oán hận) trong văn hóa Việt Nam, thường lưu truyền những câu chuyện rất hãi hùng dễ sợ về quỷ từng giết và ăn thịt, uống máu người (hoàn toàn không có thật). Còn Ác quỷ là những ác linh thuộc về cõi siêu hình trong các nền văn hóa khác (như phương Tây), sở hữu những khả năng siêu phàm, khỏe mạnh, không hẳn là đều độc ác và xấu xa, thường là phe đối lập với các vị thần linh.
Phật giáo gọi linh hồn người mới mất là vong linh, hương linh.

### Trong ngôn ngữ Đông Á
Trong tiếng Trung, hồn ma được gọi là quỷ (鬼-guǐ), như quỷ sứ (鬼使 Guǐshǐ) là hồn ma ở cõi âm ti, hay ngạ quỷ (餓鬼 Èguǐ) nghĩa là "ma đói", điều này thường tạo sự nhầm lẫn trong những bản dịch bằng văn phong Hán Việt. Còn Ma (魔-mó) trong tiếng Trung lại là một khái niệm khác, đây là cách rút gọn của từ Māra (魔羅) trong tiếng Phạn. Từ điển Phật học Hán Việt của Giáo hội Phật giáo Việt Nam do Kim Cương Tử chủ biên giảng là: "Ma là cách phiên âm của từ tiếng Phạn māra, chỉ lũ tà ác làm hại nhân mạng, có khả năng cướp đoạt nhân mạng, gây chướng ngại, nhiễu loạn, phá hoại các thiện sự của loài người. Vì vậy, tiếng Trung gọi những ác linh thuộc về cõi siêu hình trong các nền văn hoá khác là Ma quỷ (魔鬼 móguǐ), hoặc Ác ma (惡魔 Èmó) khi chỉ đến những sinh vật như vậy trong văn hoá phương Tây.
Tiếng Hàn cũng gọi hồn ma là Quỷ (귀 Gwi), hoặc Quỷ thần (귀신 Gwisin). Trong khi Ác ma (악마 Agma) là từ để chỉ những thực thể trong các tôn giáo và nền văn hoá khác.
Khác với tiếng Trung và tiếng Hàn, trong văn hoá Nhật Bản thì hồn ma được goị là U linh (幽霊 Yūrei), trong khi đó Quỷ (鬼 Oni) là một loại yêu quái trong văn hóa dân gian. Còn Ma (魔 Ma) trong tiếng Nhật thì lại giống với tiếng Trung là đều có nguồn gốc từ Māra, thường để chỉ đến ma tộc, một chủng tộc giả tưởng. Những thực thể tà ác trong các nền văn hóa, tôn giáo khác (đặc biệt là từ phương Tây) thì tiếng Nhật cũng gọi là Ác ma (悪魔 Akuma) như tiếng Trung và tiếng Hàn.

## Ma trong các nền văn hóa

### Việt Nam
Nền văn hóa Việt Nam hơn 4000 năm gắn liền với truyền thống thờ cúng ông bà và niềm tin về cuộc sống sau cái chết cộng với những ảnh hưởng của các tôn giáo đã hình thành những niềm tin nhất định vào sự tồn tại của ma quỷ cũng như vong hồn của người đã khuất. Cũng như nhiều nền văn hóa khác, phần lớn người Việt Nam đều có quan niệm về sự tồn tại của linh hồn trong thể xác. Linh hồn cũng là một khái niệm được thần thánh hóa từ những khái niệm về tinh thần. Linh hồn theo người Việt Nam và các nước Đông Nam Á tách ra làm hai phần: hồn và vía. Người Việt cho rằng con người có ba hồn, nhưng vía thì nam có bảy, còn nữ có chín. Như vậy khái niệm ma, đơn giản chính là hồn và vía của con người.
Trong văn hóa Việt Nam xuất hiện một số loại ma quỷ như:
- Ma xó: Là những hồn ma trú ngụ ở góc nhà, góc khuất, góc tối trong nhà, theo tục người Mường, khi có người chết, đem dựng đứng ở xó nhà, sau thành ma.
- Ma trành: Là những oan hồn của nạn nhân bị cọp ăn thịt, đây là ma cọp dữ, thường tìm dẫn cọp bắt ăn người khác để nó được đầu thai.
- Ma da: Oan hồn người chết đuối, ma người chết đuối, thường ở các sông lớn, vùng nước sâu, kéo chân hoặc lật thuyền người khác để được đầu thai.
- Ma men: người say chết thành ma thường hay lôi cuốn người khác say sưa tới chết. Ngày nay, thuật ngữ này dùng để phê phán những người xay xỉn tối ngày, nghiện rượu bia.
- Ma gà: loại ma hay theo những cô gái đẹp (theo quan niệm của dân tộc Tày–Nùng).
- Ma lai: thứ người ban đêm hóa ma đi ăn phân người khác, có nhiều truyền thuyết về ma lai rút ruột, đầu, v.v.
- Ma thần vòng: ma những người thắt cổ chết (sau giục người khác tự tử chết như họ).
- Ma đói: chỉ về những con ma hay những linh hồn phiêu dạt không nơi nương tựa, không người thờ cúng hoặc chết vì đói khát bệnh tật mà theo quan niệm tại một số quốc gia thì các cô hồn không (hoặc chưa) được cõi nào tiếp nhận, những vong hồn vật vờ, không có ai là thân nhân trên trần gian cúng bái. Các con ma đói này phải lang thang và chịu đói rét, hoặc quấy rối người sống để kiếm miếng ăn. Theo quan niệm tâm linh ở Đông Á, ma đói còn được gọi là cô hồn hay ngạ quỷ, là linh hồn phiêu dạt không nơi nương tựa, không có người thờ của những người đã chết vì đói khát bệnh tật. Hình dáng của chúng được mô tả là đáng kinh khiếp với cái bụng rất to.
- Còn lại gồm: ma le, ma hời (oan hồn của người Chăm), ma lon, v.v.

### Trung Quốc
Có các cương thi, oan hồn, hồ ly, yêu tinh.

### Thái Lan
Một số hồn ma như: Nang Tani (Ma cây chuối), ma búp bê Kumanthong, v.v.

### Nhật Bản
Có Yūrei, yōkai, ma gấu, ma một mắt, ma cổ dài, ma dù, ma búp bê, ....

### Châu Âu
Niềm tin về ma quỷ trong các nền văn hóa ở Châu Âu cũng dựa trên quan niệm về sự trở về hoặc là sự hồi sinh của người chết. Các hình tượng về ma quỷ tiêu biểu trong văn hóa Tây Phương có thể thấy như gjenganger (một từ để chỉ ma trong tiếng Na Uy) trong nền văn hóa các nước vùng Scandinavi, Strigoi trong thần thoại Romania, vrykolakas trong thần thoại Hy Lạp, ma cà rồng, ma sói, v.v. Một hình tương ma quỷ nổi tiếng khác cũng xuất phát từ văn hóa Tây Phương chính là Satan, tuy nhiên hình tượng quỷ Sa-tăng lại mang màu sắc tôn giáo nhiều hơn là những loại ma quỷ thông thường. Các câu chuyện dân gian Châu Âu cũng thường đề cập đến những lâu đài ma.

## Các tôn giáo

### Phật giáo
Theo Phật giáo, có một số cõi mà một người khi chết có thể tái sinh vào, một trong số đó là cõi ngạ quỷ.

### Ki-tô giáo

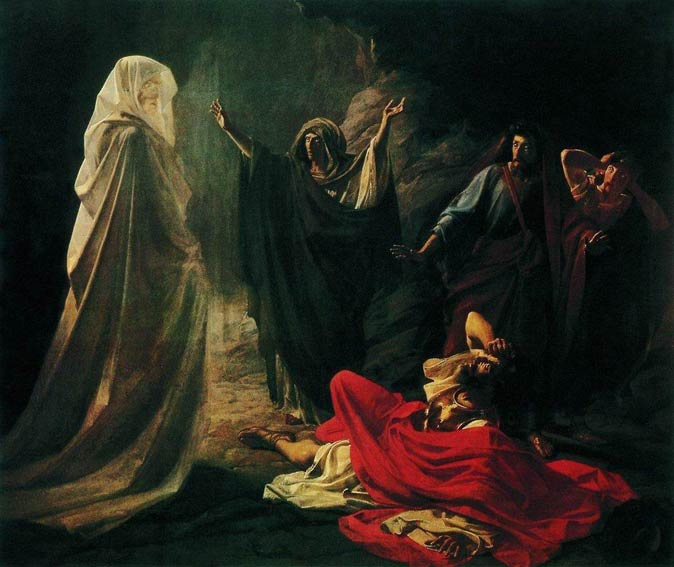
Witch of Endor của Nikolai Ge, mô tả cảnh vua Saul nhìn thấy hồn ma của Samuel (1857)

Sách Torah và Kinh Thánh bằng tiếng Do Thái có vài chỗ nói về ma, thuật chiêu hồn bằng những hoạt động huyền bí bị cấm. Trường hợp đáng lưu ý nhất là trong Sách I Sa-mu-ên, kể về chuyện Vua Saul đã cải trang đi gặp bà đồng Endor để triệu hồi linh hồn hay hồn ma của Samuel. Trong Kinh Tân Ước, Jesus đã phải thuyết phục các tông đồ rằng ông không phải là một hồn ma sau khi phục sinh. Cũng thế, các đệ tử của Jesus ban đầu đã tin rằng ông là một hồn ma khi thấy ông bước đi trên mặt nước.

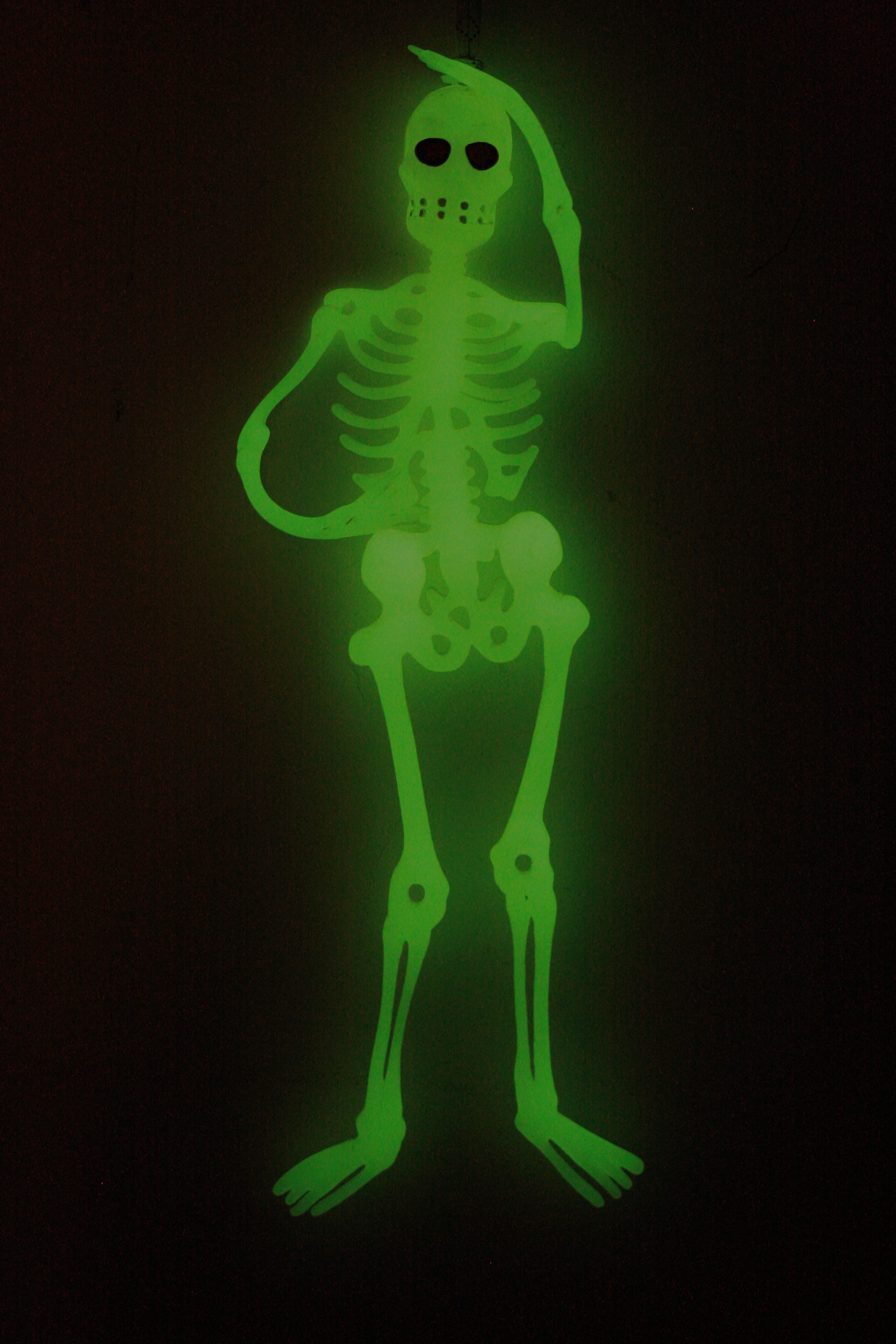
Bộ xương đồ chơi dùng để dọa người yếu bóng vía

## Các sự kiện

### Lễ hội ma
Được tổ chức ở các nước như Thái Lan, Hồng Kông, Nhật Bản. Ở một số nước như Anh, Mỹ, Úc, Canada, Halloween là một ngày lễ của trẻ em, được tổ chức vào ngày 31 tháng 10, còn gọi là lễ hội Ma lộ hình. Vào dịp này, người ta thường hoá trang mình thành những hình thù kì dị, ma quỷ hay mặt nạ dúm dó, v.v. để doạ mọi người. Trong dịp lễ này, trẻ con thường mặc trang phục ma đi gõ cửa nhà hàng xóm, đồng thanh hô to "Trick or treat" (tạm dịch: Cho kẹo hay bị ghẹo) để xin kẹo. Tuy là một lễ hội ma, nhưng nó lại được nhiều trẻ em và các bậc phụ huynh yêu thích.

### Du lịch
Ngành công nghiệp du lịch Anh dùng ma để thu hút du khách, mở các tour tham quan những lâu đài bị đồn là có ma.

## Trong nghệ thuật - Văn Học
Những vấn đề về ma quỷ nói riêng và những vấn đề về tâm linh nói chung xuất hiện rất nhiều trong các tác phẩm nghệ thuật ở mọi nền văn hóa. Các đề tài này xuất hiện rất nhiều trong các tác phẩm văn học dân gian như cổ tích, truyền thuyết; trong tiểu thuyết, hội họa, điêu khắc, và cả trong những tác phẩm văn học mang đậm màu sắc tôn giáo. Ngày nay, với sự phát triển của nền công nghiệp điện ảnh, các hình ảnh ma quỷ còn được tái hiện trên các phim ảnh truyền hình và cả trong phim hoạt hình. Một số phim hoạt hình có sự xuất hiện của ma quỷ lại không có màu sắc rùng rợn nên phù hợp với trẻ em trong khi một số phim hoạt hình thuộc thể loại này lại mang nhiều yếu tố máu me, kinh dị và do đó luôn được khuyến cáo là không dành cho trẻ em. Cũng giống như hoạt hình, chủ đề ma quỷ cũng xuất hiện trong truyện tranh với Nhật Bản là quốc gia có số lượng áp đảo về các truyện tranh kinh dị và hầu hết đều được khuyến cáo là không dành cho những độc giả nhỏ tuổi.

### Văn học

#### Việt Nam
Đề tài về ma quỷ đã xuất hiện trong văn học dân gian Việt Nam từ lâu, các truyền thuyết, cổ tích: Con Rồng Cháu Tiên, An Dương vương xây thành, v.v. cũng có những yếu tố kì quái cũng như sự xuất hiện ma quỷ, yêu quái. Văn học Việt Nam trung đại có những tác phẩm về ma qủy tiêu biểu như: Chuyện Chức Phán sự đền Tản Viên, Chuyện yêu quái ở Xương Giang, Chuyện tướng Dạ Xoa (Truyền kỳ mạn lục – Nguyễn Dữ), Khách chôn của (Nam thiên trân dị tập – Khuyết danh), Biết chuyện kiếp trước (Thoái thực ký văn – Trương Quốc Dụng), Kim quy hiến kế giết yêu tinh (Tân đính Lĩnh Nam chích quái). Thời trung đại, thể loại này để lại nhiều tác phẩm nổi tiếng: Thánh Tông di cảo, Công Dư tiệp ký, Truyền kỳ tân phả, Tân truyền kỳ lục (Phạm Quý Thích, thế kỷ XIX), Truyền kỳ mạn lục của Nguyễn Dữ, Lĩnh Nam chích quái.
Sang thế kỷ 20, khi Việt Nam chính thức hoàn thiện và sử dụng chữ Quốc ngữ, các tác phẩm văn học về ma quỷ và các đề tài siêu nhiên xuất hiện ngày một nhiều hơn như: Vàng và Máu, Bên đường Thiên Lôi (Thế Lữ), Ai hát giữa rừng khuya (Tchya), v.v. Ngày nay, với tốc độ phát triển của công nghê in ấn và sự bùng nổ Internet ở Việt Nam, các truyện ma, kinh dị được các tác giả Việt Nam trong và ngoài nước sáng tác ngày một nhiều hơn, được đăng tải và bày bán ở nhiều nơi. Có một số tác giả khá thành công với những truyện, tiểu thuyết thể loại này như Người Khăn Trắng (Huỳnh Thượng Đẳng), Nguyễn Ngọc Ngạn, v.v.

#### Trung Quốc
- Tây du ký của Ngô Thừa Ân: xuất hiện nhiều yêu tinh, ma quái.
- Liêu trai chí dị của Bồ Tùng Linh: bao gồm cả ma thiện lẫn ma ác và ma có hình dạng giống hệt như người trần.

#### Anh
Trong series truyện Harry Potter, ma xuất hiện nhiều, nhưng đặc biệt ở chỗ ma cũng là một nhân vật bình thường như bao người khác và không giống như tính chất của ma làm người ta sợ. Thực chất ma sống trong lâu đài chung với các học sinh và giáo viên.

### Điện ảnh
Điện ảnh các nước khai thác yếu tố tâm lý "sợ ma" cũng như tò mò về những hiện tượng siêu nhiên của con người để sản xuất nhiều bộ phim. Nhiều phim trong số đó đạt được nhiều giải thưởng. Đa số các phim kinh dị đều dùng các yếu tố ma quái. Càng ngày, những bộ phim kinh dị càng được sản xuất nhiều để đáp ứng sự thích thú được cảm giác run sợ vì ma. Những bộ phim này có thể có cốt truyện ma ăn thịt người, ma hào hiệp, ma "có tình người" chuyên giúp đỡ người khác, ma hại người. Cũng có những bộ phim nói về ma nhưng theo thể loại hài.

#### Việt Nam
Tại Việt Nam, thể loại ma trước đây ít được khai thác do chưa phải là đề tài được khuyến khích thì nay các bộ phim với nội dung đề tài ma được khai thác nhiều. Điển hình như:
- Bộ phim: Đoạt hồn
- Bộ phim Mười.
- Bộ phim Ngôi nhà bí ẩn - Suối Oan Hồn.
- Bộ phim Oan hồn (phim 2004).
- Bộ phim Bệnh viện ma - Biệt thự trắng.,...

#### Mỹ
Tại Mĩ, bộ phim The Ring (Vòng tròn định mệnh), sản xuất năm 2002, được xếp thứ 20 trong top 100 khoảnh khắc kinh dị nhất mọi thời đại của kênh truyền hình cáp Bravo. Sau khi công chiếu vào ngày 18, tháng 10 năm 2002, bộ phim xếp thứ nhất tại Mĩ với doanh thu 15 triệu đô la. Tổng doanh thu bộ phim đạt $249.348.933, là một trong những phim kinh dị thành công nhất mọi thời đại.

##### Thây ma
Khác với khái niệm về ma thì trong bộ phim kinh dị của Mỹ, zombie là một loại xác sống chuyên đi ăn thịt người sau khi bị ăn thịt thì chính họ lại trở thành một thây ma khác và được gọi chung là zombie. Lý do xuất hiện zombie đó là họ bị một loại virus gây nên ăn thẳng vào cơ thể nhưng không chết hoàn toàn mà vẫn tồn tại theo hướng khác bản năng và không còn tính người.

#### Tại các nước

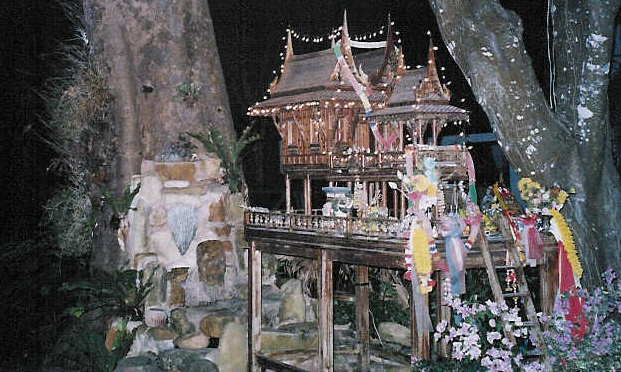
Một ngôi nhà trừ ma tại Thái Lan

- Tại Campuchia, hầu như các phim kinh dị về ma luôn luôn đông khách và nền điện ảnh nước này năm nào cũng cho ra đời những bộ phim ma mà đề tài về ma cũng rất đa dạng. Hầu như rạp chiếu phim nào tại đất nước này cũng trình chiếu phim ma.
- Tại Trung Quốc, bộ phim Thiến nữ u hồn là bộ phim nổi tiếng trong dòng phim ma tại nước này. Phim ma Trung Quốc thường đi theo lối mòn là mang yếu tố thần thoại, cốt truyện mang nội dung gần giống với Liêu trai chí dị. Bộ phim Thiến nữ u hồn đã mang lại nhiều giải thưởng cao cho điện ảnh Trung Quốc.
- Tại Thái Lan, các phim ma kinh dị và các phim ma hài hước được khai thác tối đa. Truyền hình có cả kênh chuyên đề ma là chuyện kể các nhân chứng gặp được ma.
- Tại Hàn Quốc, thể loại phim ma kết hợp giữa hư và thực hay sử dụng kỹ xảo điện ảnh cho ra đời các phim truyện ma có nội dung rõ ràng và giáo dục con người nhiều hơn là kinh dị câu khách.

### Truyện tranh
- Ở Hồng Kông: Âm dương lộ

### Hội họa Nhật Bản
Đây là những bức tranh vẽ ma do họa sĩ Nhật sáng tác:

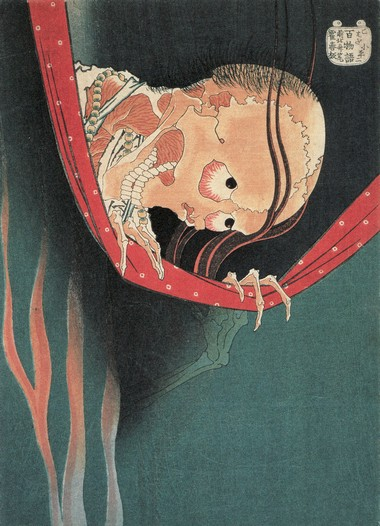
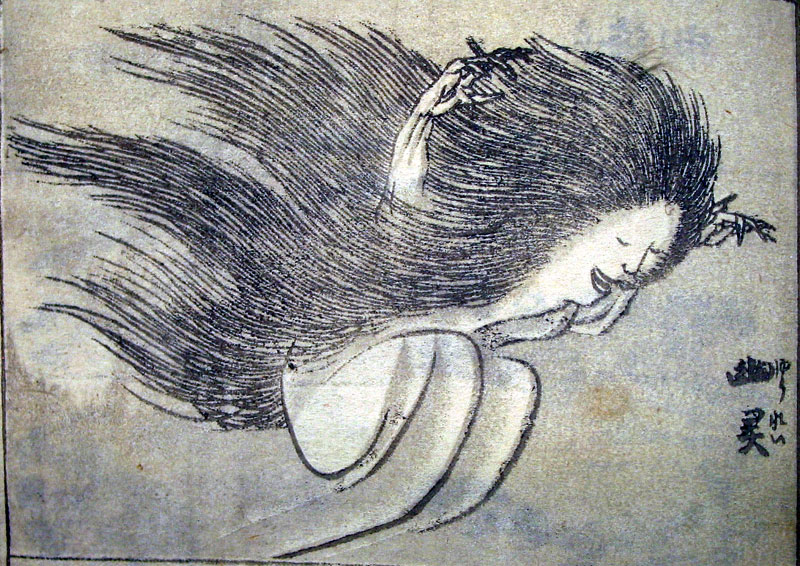
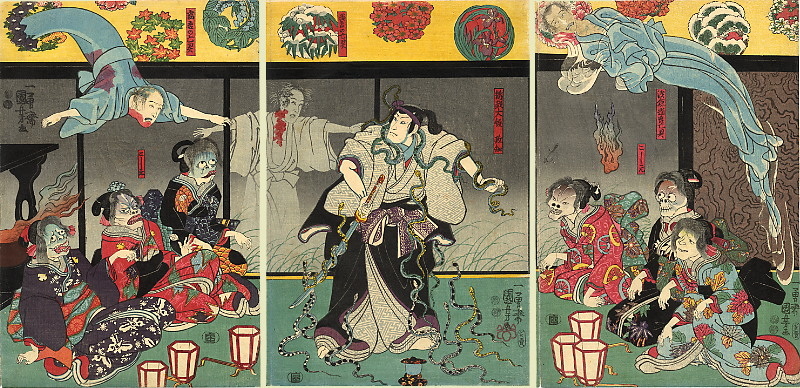
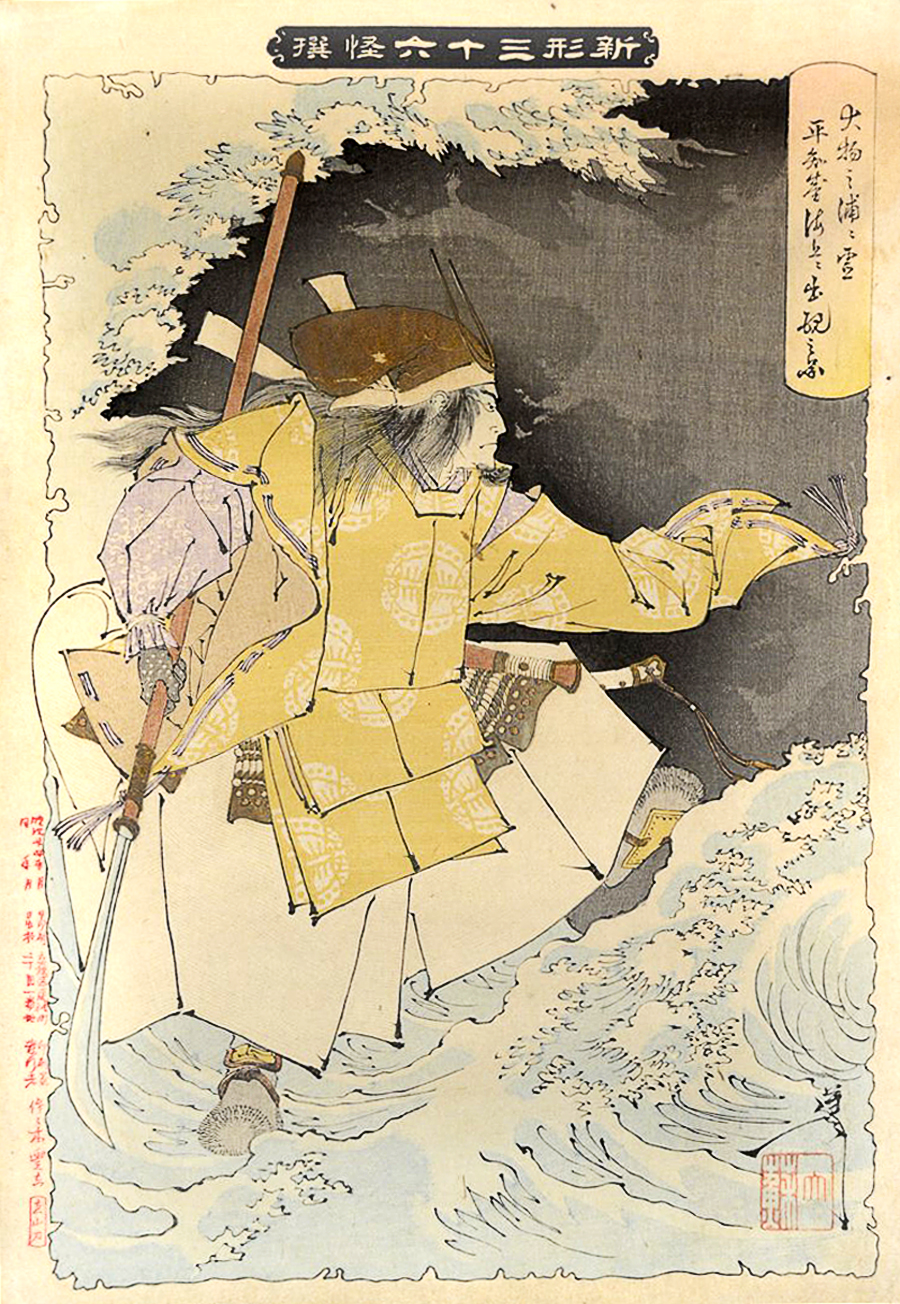
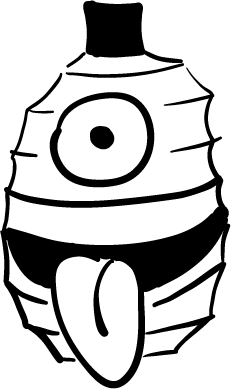
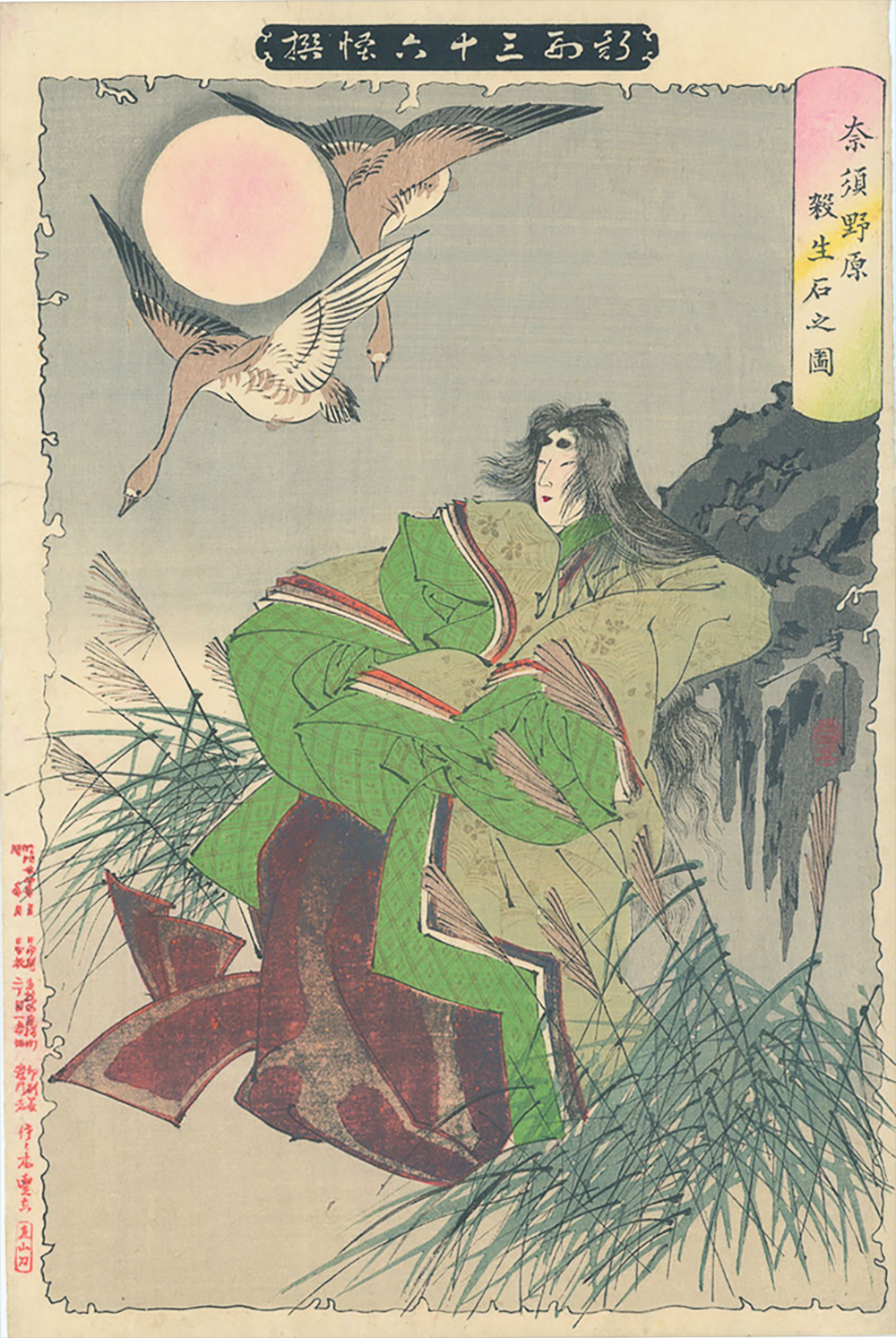
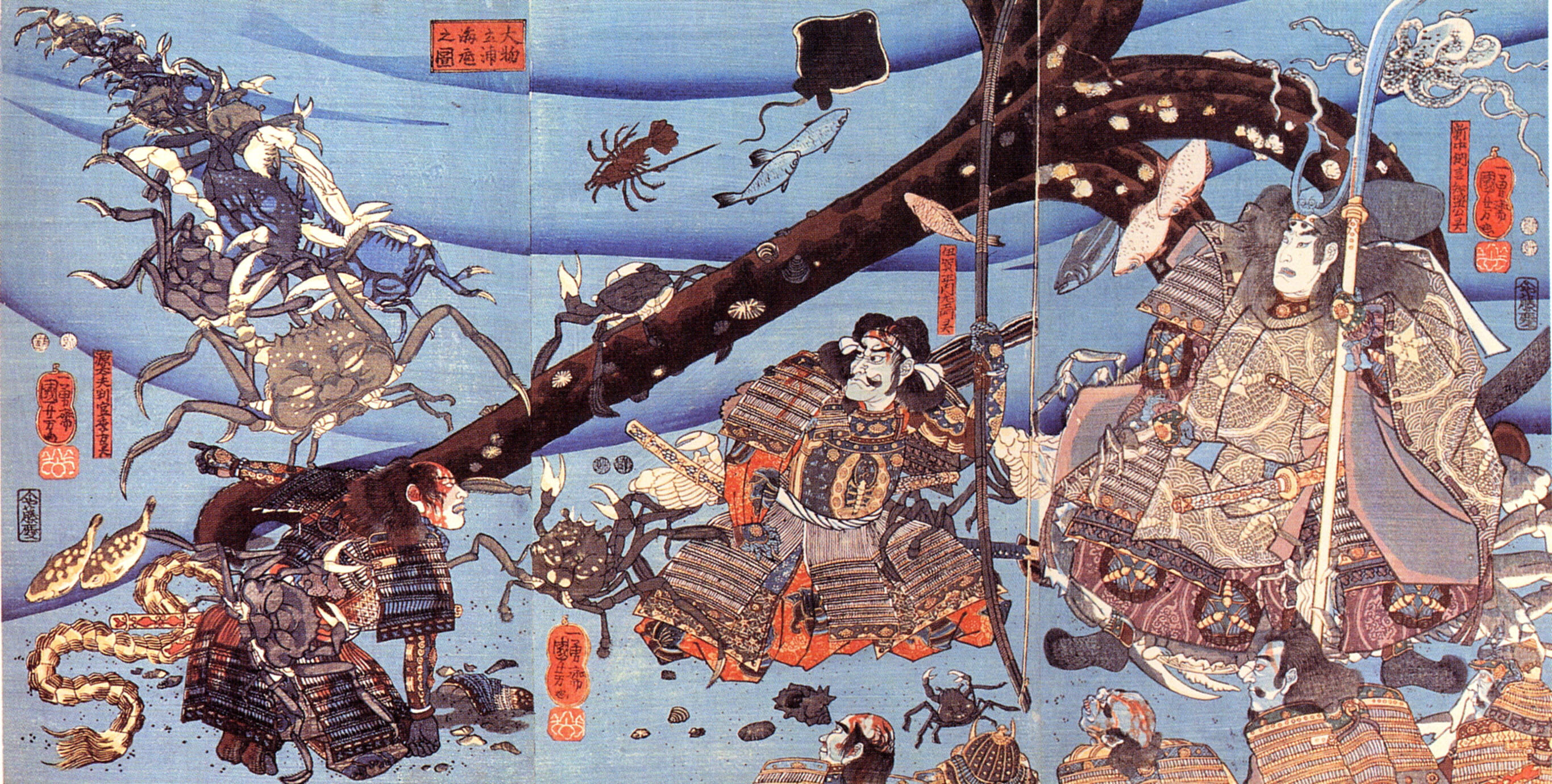
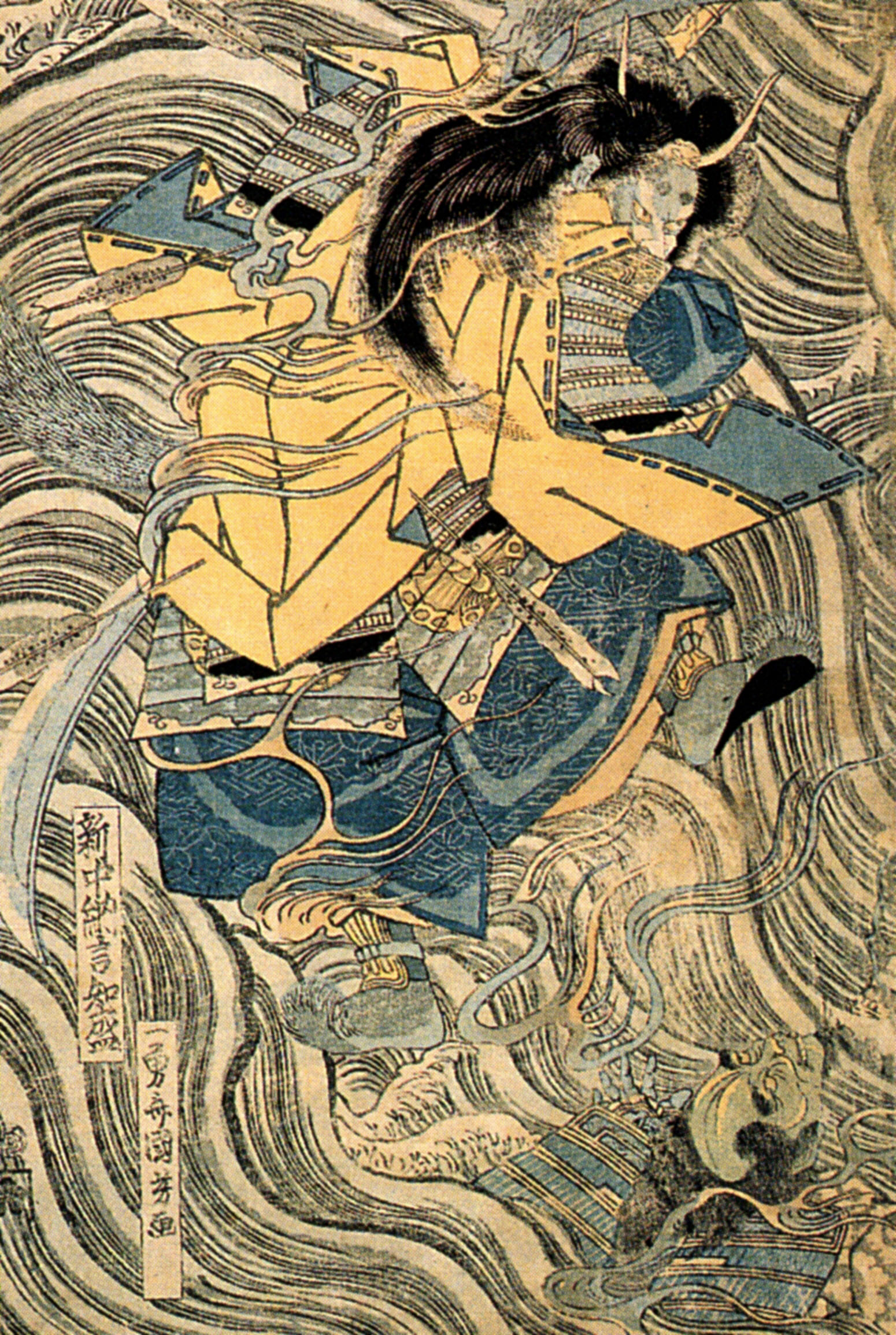
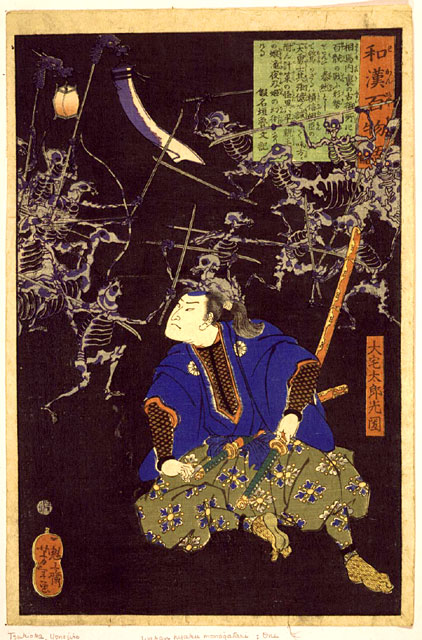
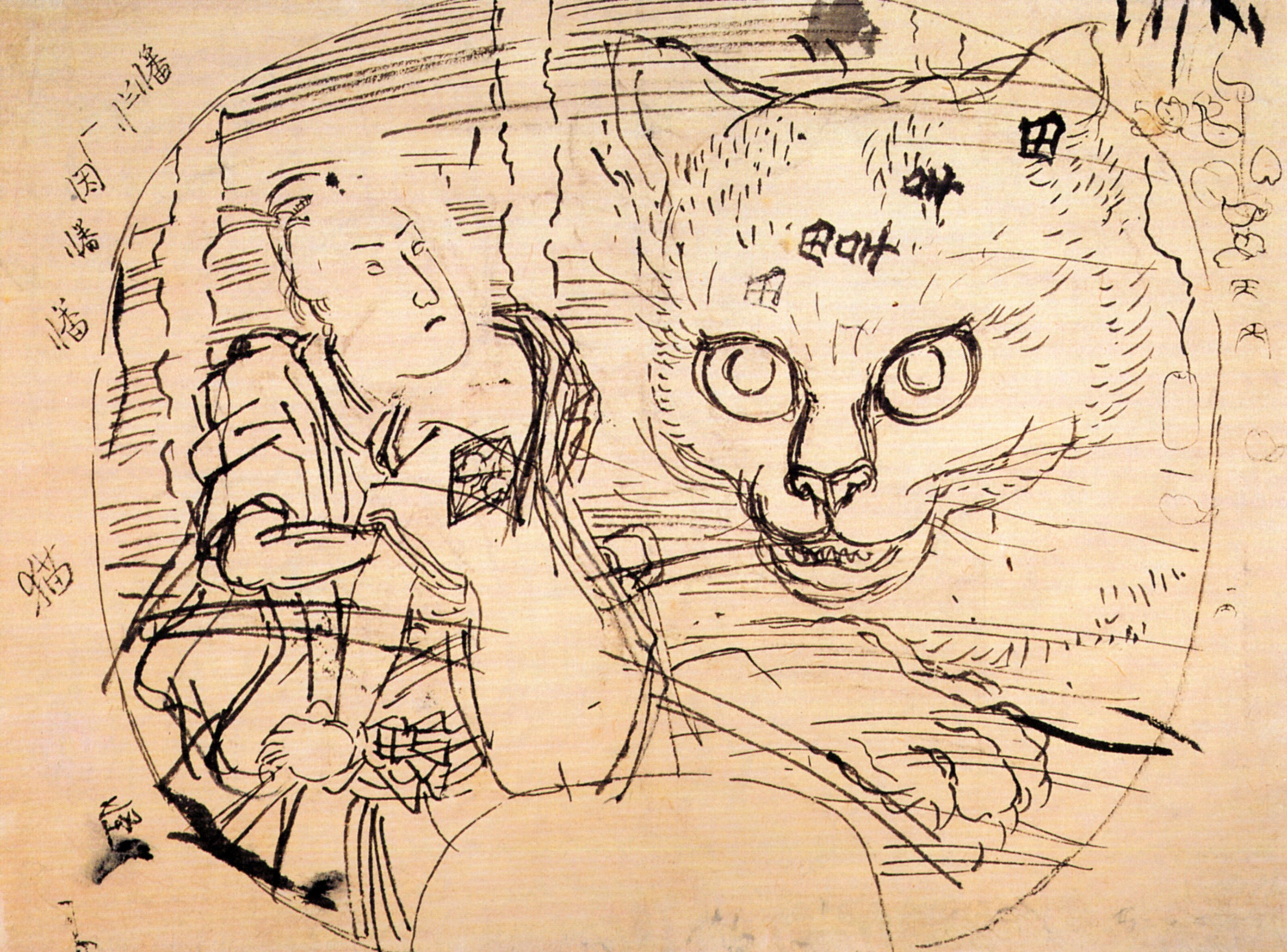
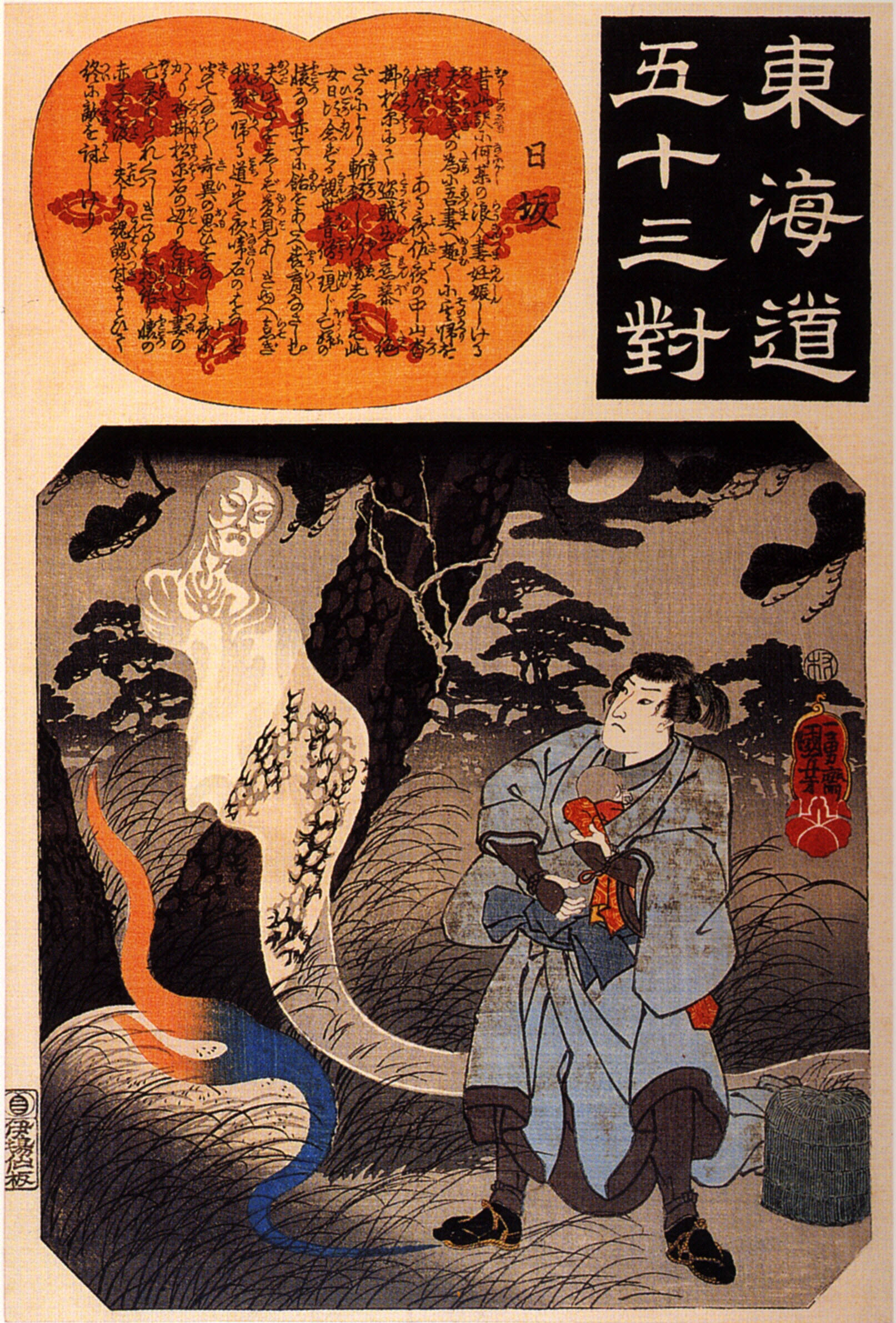
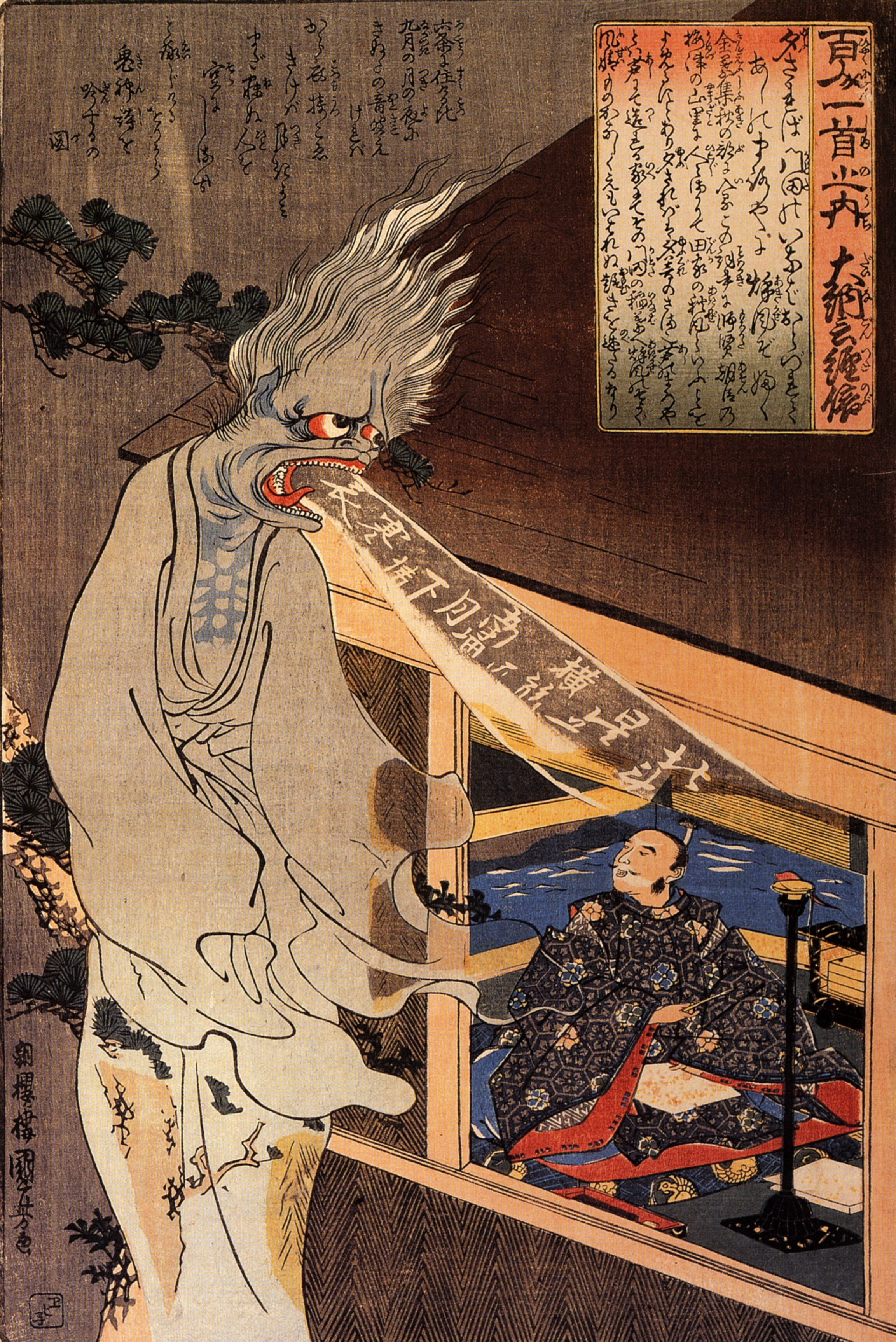
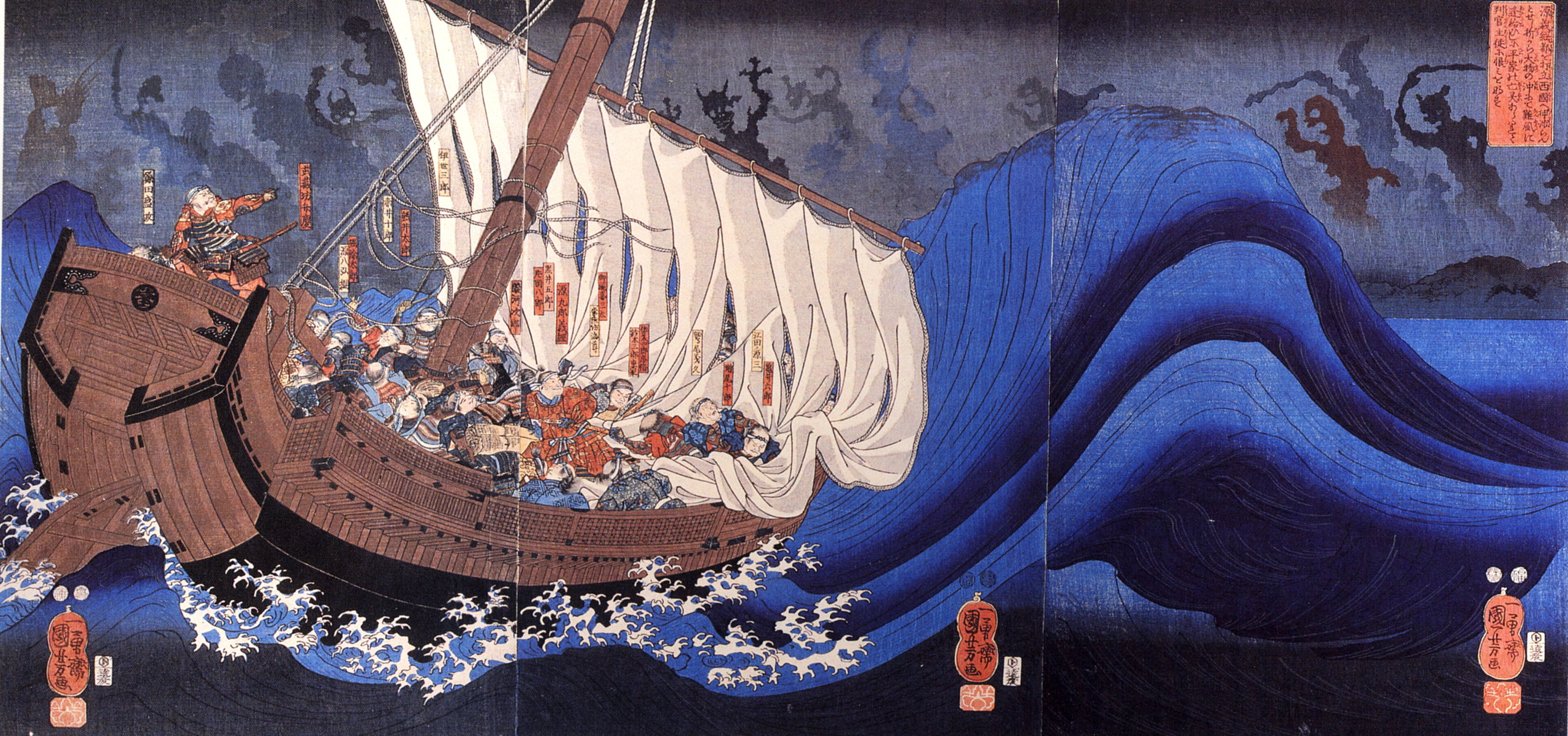
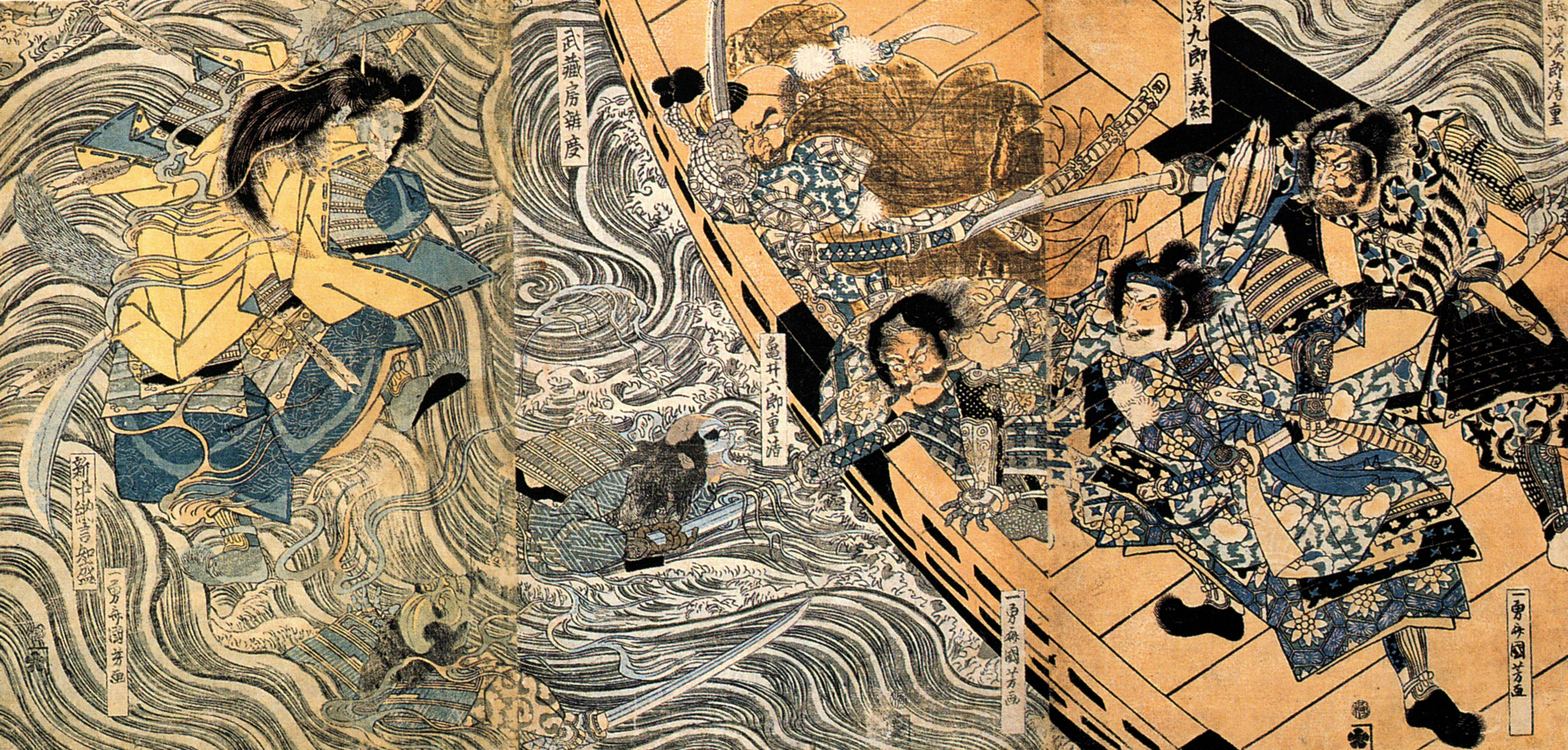
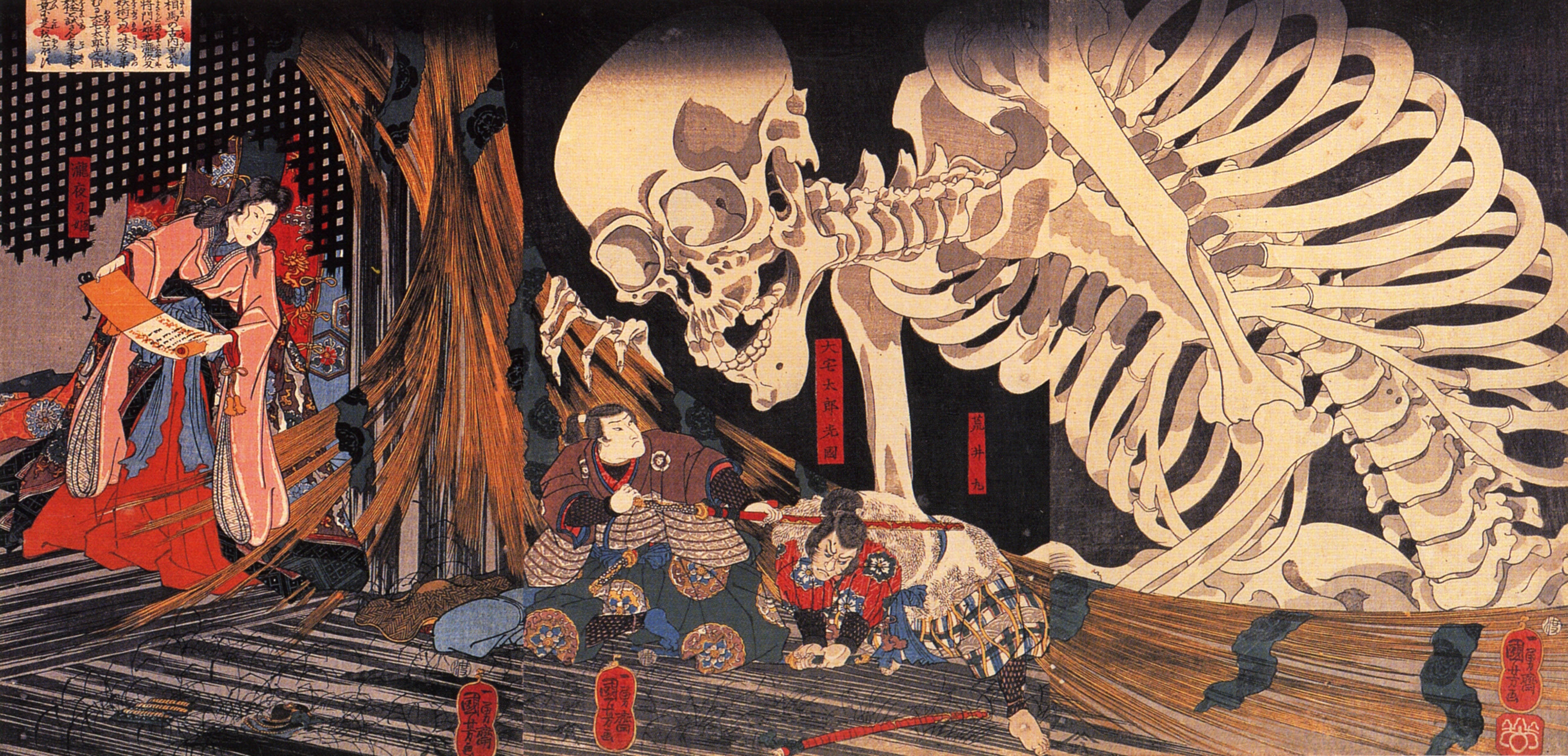

### Một số bức ảnh ma
Có một số bức ảnh mà người chụp ảnh sau khi rửa ảnh cho rằng đã chụp được ma nên đã công bố trên các kênh truyền thông. Tuy nhiên, một số hình ảnh này nhiều khi do hiệu ứng ánh sáng, tốc độ chụp nhanh và bị lệch, hình ảnh cho ra sẽ khác.

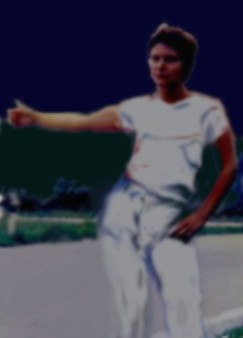
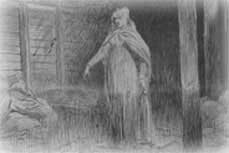
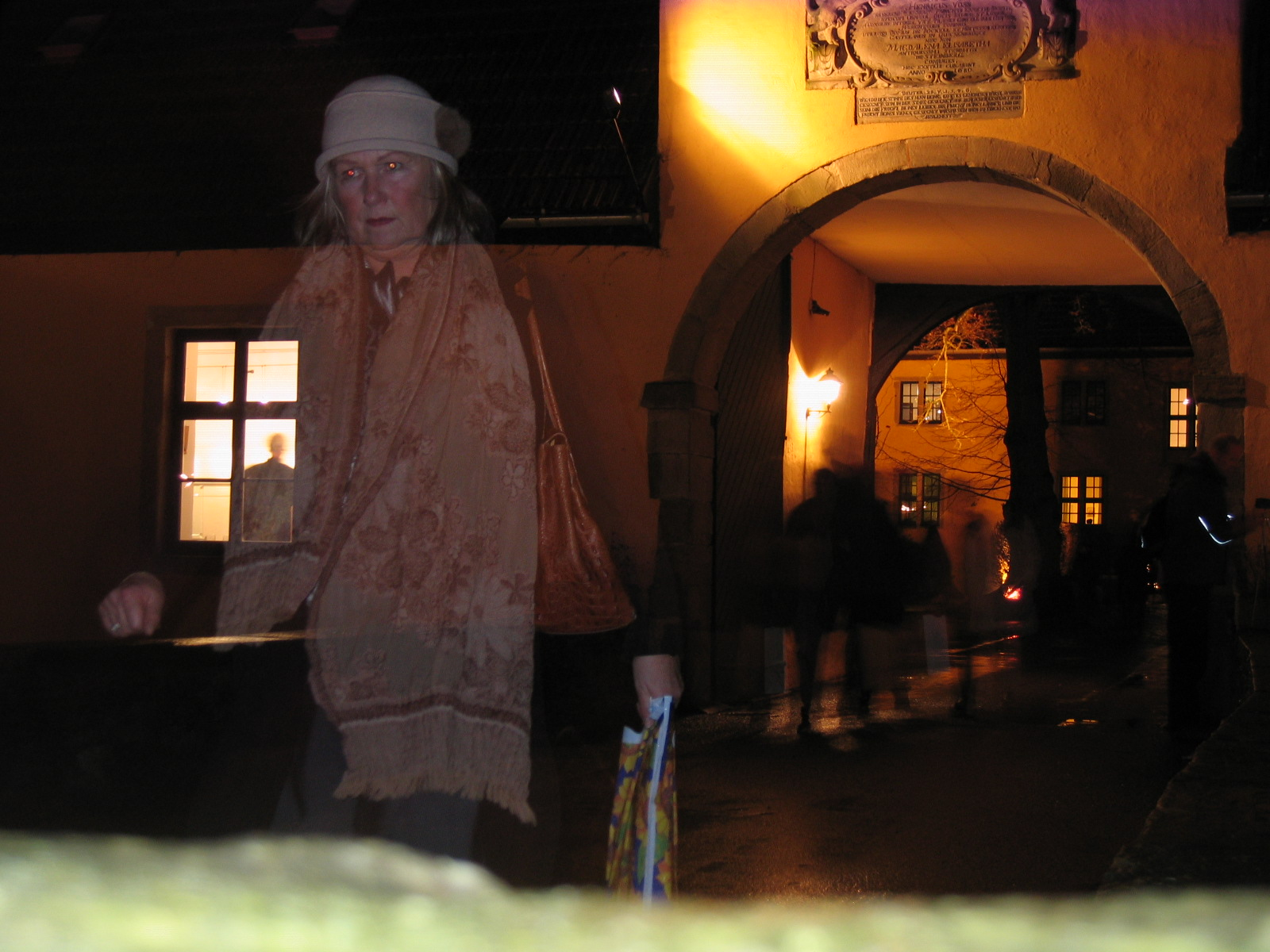
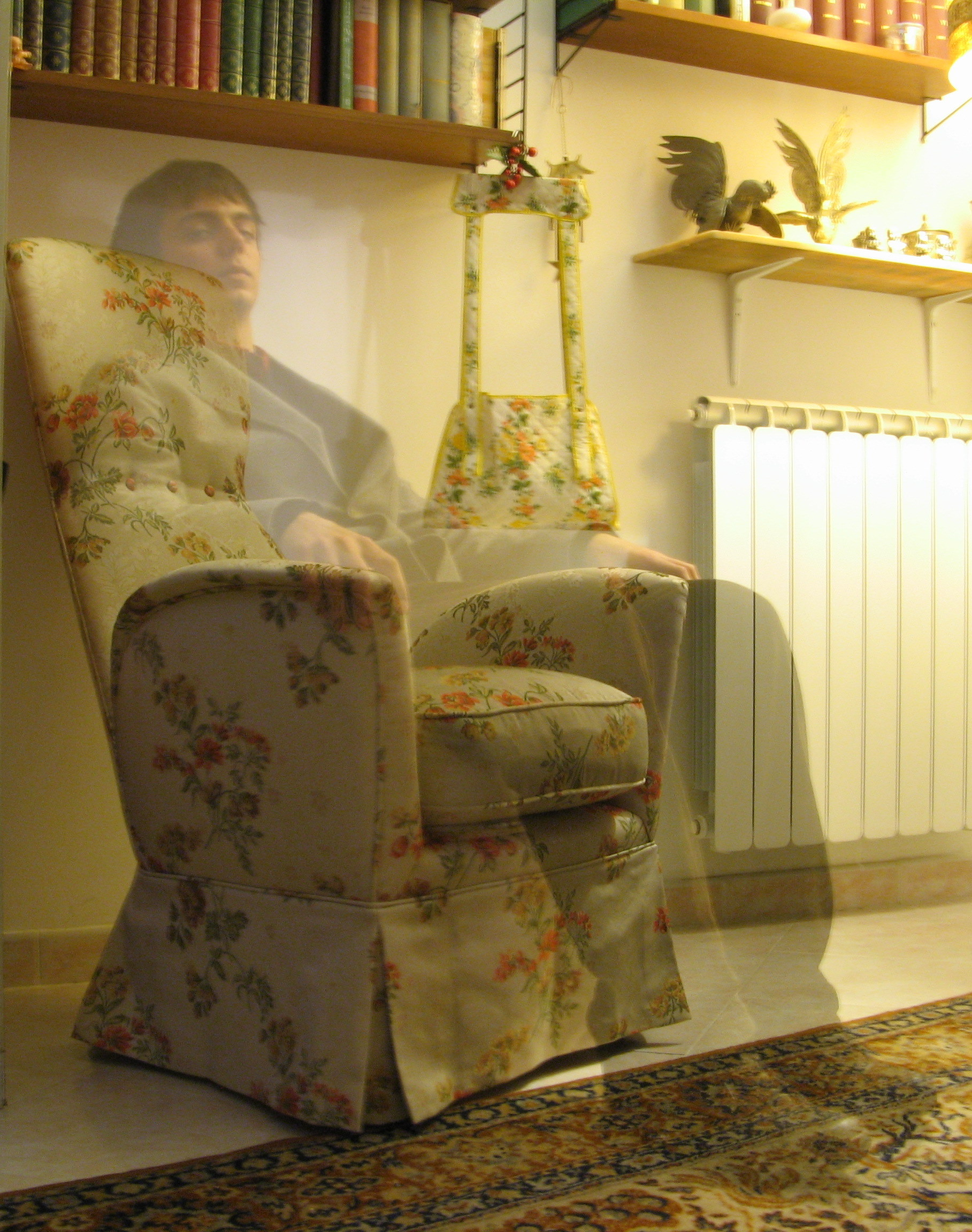
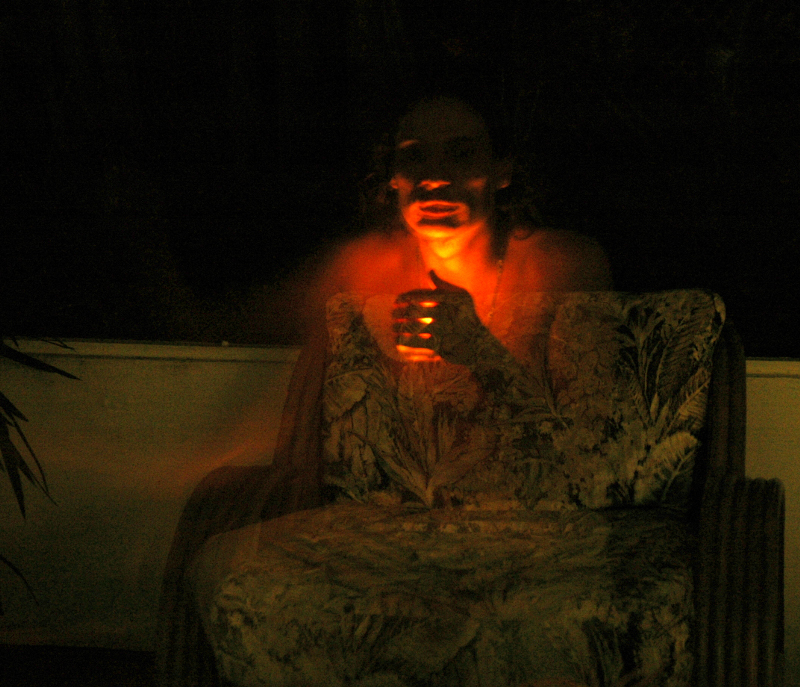
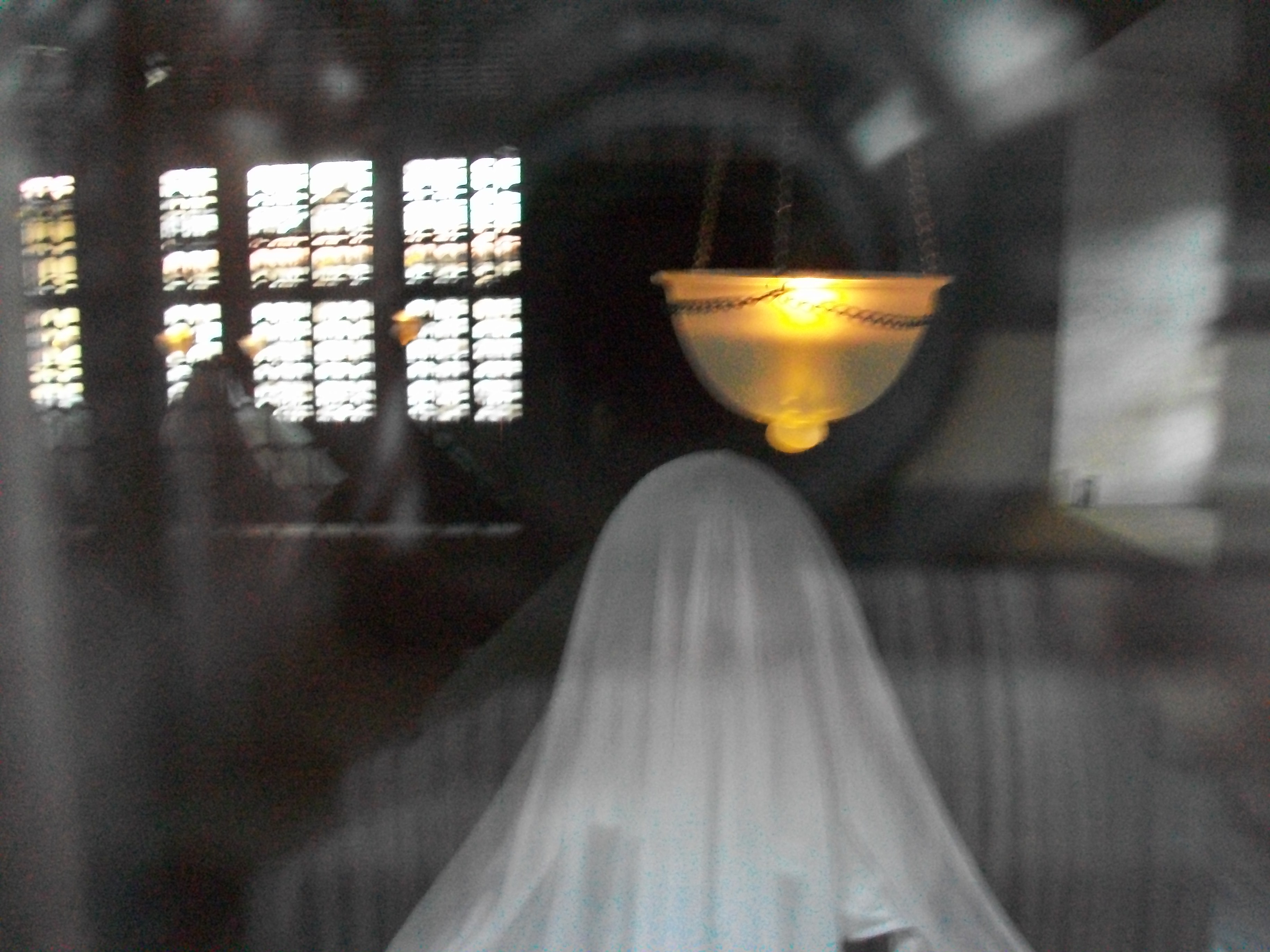